# Aurel Popa
Aurel Popa (né le 24 juillet 1954 à Galați) a été chef d'état-major des forces navales roumaines entre le 1er juillet 2010 et le 20 décembre 2013. Il a pris sa retraite fin 2013 avec le grade d'amiral.

### Biographie
- Forces navales roumaines, commandants de la marine roumaine
- Cdor.(r) dr. Ion Ionescu - "La politique navale de la Roumanie entre 1919 et 1941" (Constanța, sn, 2002)